# Émile Dubonnet
Émile Dubonnet (ur. 18 października 1883 w Paryżu, zm. 4 października 1950 w Montrieux-en-Sologne) – francuski przemysłowiec, baloniarz startujący w latach 1908 –1913.

## Życiorys
Syn Mariusa Dubonneta i Florence Dubonnet, brat sportowca i pilota André. Od 1908 roku był dyrektorem generalnym (razem z René Lalou) firmy Dubonnet Anonymous Company. Była ona spadkobiercą założonej przez jego dziadka Josepha Dubonneta w 1846 roku winiarni Dubonnet. W 1899 roku właścicielem firmy został jego ojciec Marius Dubonnet.
Od dzieciństwa uprawiał różne dziedziny sportu. Grał w piłkę nożną, jeździł na łyżwach, samochodem, startował w zawodach wioślarskich. Od 1906 roku latał balonem. W 1908 roku w zawodach o Puchar Gordona Bennetta w Berlinie zajął 4 miejsce. Startował również w kolejnej edycjach w 1909, 1911 roku i 1913 roku.  Podczas zawodów w Stuttgarcie w 1912 roku pełnił funkcję komisarza ze strony francuskiej.
W 1909 roku zamówił samolot u francuskiego konstruktora Alphonsa Telliera. 19 marca otrzymał licencję, a 3 kwietnia wygrał konkurs czasopisma „Nature" dla pierwszego lotnika, który przeleci 100 km w linii prostej. 6 stycznia 1912 roku na balonie Condor III o pojemności 2200 m³ zbudowanym specjalnie z okazji zawodów o Puchar Gordona Bennetta przez inżyniera lotnictwa Emile'a Cartona odbył lot z Lamotte-Beuvron w okolice Sokolowska w guberni kijowskiej długości 2000 km. Celem lotu było pobicie rekordu świata należącego do Henry de La Vaulx, który ten ustanowił w dniach 9-11 października 1900 roku po locie na odległość 1925 km i wylądowaniu niedaleko Kijowa. Dubonnett wraz z towarzyszącym mu Dupontem musieli lądować po tym jak weszli w obszar burzy śnieżnej. Podczas I wojny światowej służył w wojskach balonowych pełniąc funkcję obserwatora i dowódcy 46. kompanii balonowej.
Był członkiem Aéro-Club de France. W 1912 roku otrzymał  Grande Medialle de Aéro-Club de France.
W  1911 roku ożenił się z Yvonne Orosdi. Zmarł podczas polowania w Sologne 4 października 1950 roku na zawał serca.

## Odznaczenia
- 1913 Kawaler Legii Honorowej[12]
- 1931 Oficer Legii Honorowej[13]